# Петровка (Бурлинский район)
Петровка — село в Бурлинском районе Алтайского края России. Входит в состав Бурлинского сельсовета.

## История
Основано в 1909 году. До 1917 года украинское село Славгородской волости Барнаульского уезда Томской губернии. В 1928 году состояло из 124 хозяйств. Являлось административным центром Петровского сельсовета Ново-Алексеевского района Славгородского округа Сибирского края. был организован колхоз «ХХ годовщина Октября». С 1950 года являлось центральной усадьбой колхоза «Искра Ленина». С 1957 года стало отделением совхоза «Мирный», в 1984 году — отделением совхоза «Майский».

## Население
В 1928 году в селе проживало 626 человек (289 мужчин и 337 женщин). Преобладающее население: украинцы.
| 1997 | 1998 | 1999 | 2000 | 2001 | 2002 | 2003 |
| ---- | ---- | ---- | ---- | ---- | ---- | ---- |
| 298  | ↗306 | ↗316 | ↘314 | ↘311 | ↗318 | ↘308 |
| 2004 | 2005 | 2006 | 2007 | 2008 | 2009 | 2010 |
| ↘292 | ↘280 | ↘272 | ↘252 | ↘224 | ↘206 | →206 |
| 2011 | 2012 | 2013 |      |      |      |      |
| ↘202 | ↘183 | ↘171 |      |      |      |      |